# Rhine (Wisconsin)
Rhine – miasto w Stanach Zjednoczonych, w stanie Wisconsin, w hrabstwie Sheboygan.